# 제프 어구스
제프리 앨런 어구스(영어: Jeffrey Alan Agoos, 1968년 5월 2일 ~ )는 수비수로 뛰었던 전 미국의 프로 축구 선수이다. 그는 미국 국가대표팀의 역대 경기 지도자들 중 한 명이다. 어구스는 뉴욕 레드불스의 스포츠 감독을 역임했고, 현재 메이저 리그 사커 대회의 부회장이다.
어구스는 D.C. 유나이티드에서 세 번, 산호세 어스퀘이크스에서 두 번의 기록적인 MLS 챔피언십에서 다섯 번 우승했다. 그는 또한 1996년 US 오픈 컵에서 우승했고 2001년 올해의 MLS 디펜더였다. 그는 2009년에 전미 축구 명예의 전당에 헌액되었다.

## 어린 시절
어구스(별명 구스)는 그의 아버지가 캐터필러 건설 회사를 위해 해외에서 일하고 있었기 때문에 스위스 제네바에서 태어났다. 그는 텍사스에서 자랐고, 텍사스 리처드슨에 있는 J. J. 피어스 고등학교를 다녔다. 그는 올해의 댈러스 올스타 스포츠 선수뿐만 아니라 퍼레이드 매거진 고등학교 전미 선수로 두 번 선정되었다. 어구스는 유대인이고, 1985년 여름 동안, 미국을 대표하여 1985년 마카비아 게임에서 그 팀에서 17살의 가장 어린 선수였다.

## 구단 경력
대학을 졸업하자마자 어구스는 1991년 A-리그의 메릴랜드 베이즈에서 뛰었다. 1991년 2월 13일, 메이저 실내 축구 리그의 댈러스 사이드킥스는 1991년 드래프트 전체 2순위로 어구스를 지명했다. 그는 1991-1992년 시즌에 30경기에 출전해 7골을 넣었다. 1992년, 그는 미국 국가대표팀에서 풀타임으로 뛰기 위해 사이드킥스를 떠났지만, 댈러스는 이번에 1993년 대륙 실내 축구 리그(CISL) 드래프트에서 그를 다시 선발했지만, 그는 팀과 재계약하지 않았다. 1994년 6월 26일, 1994년 FIFA 월드컵 미국 선수 명단에서 삭감된 후, 어구스는 1994년 미국 프로 축구 리그 시즌을 위해 로스앤젤레스 살사와 계약했다. 살사는 어구스가 세컨드 팀 올 리그로 선정되면서 그 시즌 플레이오프 준결승전에 진출했다. 1994년 가을, 그는 독일로 건너가 1994-95년 시즌 동안 SV 베헨에서 뛰었다.

## 국가대표팀 경력
어구스는 1985년 이스라엘에서 열린 마카비아 게임에서 미국 국가대표팀을 대표했다. 17세의 나이로, 그는 미국 국가대표팀에서 가장 어린 선수였다.
어구스는 1988년 1월 10일, 과테말라와의 경기에서 미국 국가대표팀 데뷔 전을 치렀다. 그의 첫 국가대표팀 골은 3일 후인 1988년 1월 13일 과테말라와의 경기에서 터졌다. 그는 1994년 FIFA 월드컵 미국 국가대표팀에서 마지막으로 선발 출전하지 못했고 그 소식을 듣자 마자 유니폼을 불태웠다. 그는 프랑스에서 열린 1998년 FIFA 월드컵에 국가대표로 출전했지만 데이비드 레지스를 대신해 단 1분도 출전하지 못했다. 34세의 나이로 대한민국과 일본에서 열린 2002년 FIFA 월드컵에서, 어구스는 폴란드를 상대로 종아리 부상을 당할 때까지 첫 3경기(포르투갈과의 놀라운 승리에서 득점을 마무리하는 자책골)에 선발 출전했다. 그는 이후 남은 경기에 결장했다. 그는 미국 국가대표로 총 134번 출전했다. 어구스는 2003년 5월 26일, 웨일스와의 경기에서 마지막 국가대표로 선발 출전했다.